# Coccobius wuyiensis
Coccobius wuyiensis är en stekelart som beskrevs av Huang 1994. Coccobius wuyiensis ingår i släktet Coccobius och familjen växtlussteklar. Inga underarter finns listade i Catalogue of Life.